# Comuna Smolîn, Cernihiv
Smolîn (în ucraineană Смолин) este o comună în raionul Cernihiv, regiunea Cernihiv, Ucraina, formată din satele Kozerohî și Smolîn (reședința).

## Demografie
Componența lingvistică a comunei Smolîn
     Ucraineană (96,65%)
     Rusă (2,97%)
     Alte limbi (0,28%)
Conform recensământului din 2001, majoritatea populației comunei Smolîn era vorbitoare de ucraineană (96,65%), existând în minoritate și vorbitori de rusă (2,97%).